# Coornhert Lyceum
Het Coornhert Lyceum is een openbare school voor voortgezet onderwijs in de Nederlandse stad Haarlem, gevestigd aan de Lyceumlaan. De school is vernoemd naar de Haarlemse humanist Dirck Volkertsz Coornhert.
Het lyceum werd in 1947 opgericht. De school omvat de schooltypen vmbo-tl, havo, atheneum en gymnasium. Het Coornhert Lyceum hoort bij de Dunamare onderwijsgroep.
Het Coornhert Lyceum is een daltonschool in Haarlem met een cultuurprofiel en extra inzet op technologie. Voor elke leerling is er de ruimte om de basis voor de toekomst op het Coornhert te leggen.
Op zaterdag geeft de Algemene Chinese School Haarlem les aan kinderen van Chinezen in Nederland in het gebouw van het Coornhert Lyceum.

## Het gebouw
In 1947, vlak na de Tweede Wereldoorlog, is de school gestart in de villa Oost ter Hout, ten oosten van de Haarlemmerhout. Momenteel huisvest deze villa de Praktijkschool Oosterhout. Al snel bleek het tijdelijk onderkomen te klein en werd besloten tot de bouw van een modern en voor die tijd prestigieus schoolgebouw aan de Lyceumlaan, dat in de kenmerkende stijl van de jaren vijftig gebouwd is. Tot de dag van vandaag is het Coornhert Lyceum daar gevestigd.
Toch is de school sinds de bouw in de jaren vijftig ingrijpend veranderd. Architect Liesbeth van der Pol leverde in 2005 een volledig gemoderniseerd en uitgebouwde school op, zodat er onderwijs gegeven kon worden op een eigentijdse manier. De nieuwbouw werd geopend door de toenmalige burgemeester van Haarlem Jaap Pop.
Bij de laatste aanpassing aan het gebouw werden de oude sportzalen gemoderniseerd en werd een sporthal aan de school toegevoegd. 

## Bekende oud-leerlingen
- Alain Clark, popmuzikant en producer;[4]
- Florence van Duijvendijk, eindredacteur van Kinderen voor Kinderen;
- Boudewijn de Groot, zanger en liedjesschrijver;
- Pim Haak, president van de Hoge Raad der Nederlanden;
- Wybren van Haga, politicus in de Tweede Kamer;
- Arend Jan Heerma van Voss, voorzitter VPRO, hoofdredacteur Haagse Post;[5]
- Marco Hennis, voormalig grootmeester van de Koning(in);[6]
- Michel Jager, commissaris van de Koningin in Flevoland, partijvoorzitter D66;[7]
- Ischa Meijer, journalist en schrijver;[8]
- Rob Møhlmann, kunstenaar, dichter en schrijver over kunst[bron?]
- Lennaert Nijgh, tekstdichter;[9]
- Gus Pleines, zanger;[10]
- Han Reiziger, musicus en presentator;[11]
- Peter van der Voort, arts, hoogleraar en Eerste Kamerlid;[12]
- Monique van der Werff, actrice;[4]
- Bas van Werven, radio en TV presentator en media presentator, journalist.[13]

## Bekend oud-docent
- Aat Broersen, muziekdocent.